# Любиковичі (зупинний пункт)
Любико́вичі — залізничний пасажирський зупинний пункт Рівненської дирекції залізничних перевезень Львівської залізниці.
Розташований за кількасот метрів від села Любиковичі Сарненського району Рівненської області на лінії Сарни — Удрицьк між станціями Сарни (18 км) та Дубровиця (6 км).
Станом на серпень 2019 року щодня три пари дизель-потягів прямують за напрямком Здолбунів/Сарни — Горинь/Удрицьк.